# Luca Matteotti
Luca Matteotti (ur. 14 października 1989 w Aoście) – włoski snowboardzista, mistrz świata.

## Kariera
Po raz pierwszy na arenie międzynarodowej pojawił się 28 marca 2001 roku w Pecol di Zoldo, gdzie w zawodach FIS Race zajął 12. miejsce w gigancie równoległym. W 2007 roku wystartował na mistrzostwach świata juniorów w Bad Gastein, zajmując 19. miejsce w snowcrossie. Jeszcze dwukrotnie startował na imprezach tego cyklu, najlepszy wynik osiągając podczas mistrzostw świata juniorów w Nagano w 2009 roku, gdzie był piąty w tej konkurencji. W Pucharze Świata zadebiutował 13 marca 2008 roku w Chiesa in Valmalenco, gdzie zajął 28. miejsce w snowcrossie. Na podium zawodów pucharowych po raz pierwszy stanął 8 grudnia 2010 roku w Lech, kończąc rywalizację na pierwszej pozycji. W zawodach tych wyprzedził Alexa Pullina z Australii i Francuza Paula-Henriego de Le Rue. Najlepsze wyniki osiągnął w sezonie 2010/2011, kiedy to w klasyfikacji snowboardcrossu był czwarty.
Największy sukces w karierze osiągnął w 2015 roku, kiedy zdobył złoty medal w snowcrossie na mistrzostwach świata w Kreischbergu. Pozostałe miejsca na podium zajęli tam Kanadyjczyk Kevin Hill i Nick Baumgartner z USA. Był też między innymi czwarty podczas mistrzostw świata w La Molina, przegrywając walkę o podium z Nate'em Hollandem z USA. Na rozgrywanych w 2014 roku igrzyskach olimpijskich w Soczi w tej samej konkurencji zajął szóste miejsce.

## Osiągnięcia

### Igrzyska olimpijskie
| Miejsce | Dzień     | Rok  | Miejscowość | Konkurencja    | Zwycięzca       |
| ------- | --------- | ---- | ----------- | -------------- | --------------- |
| 6.      | 18 lutego | 2014 | Soczi       | Snowboardcross | Pierre Vaultier |

### Mistrzostwa świata
| Miejsce | Dzień       | Rok  | Miejscowość   | Konkurencja    | Zwycięzca       |
| ------- | ----------- | ---- | ------------- | -------------- | --------------- |
| 4.      | 18 stycznia | 2011 | La Molina     | Snowboardcross | Alex Pullin     |
| 18.     | 26 stycznia | 2013 | Stoneham      | Snowboardcross | Alex Pullin     |
| 1.      | 16 stycznia | 2015 | Kreischberg   | Snowboardcross | -               |
| 18.     | 12 marca    | 2017 | Sierra Nevada | Snowboardcross | Pierre Vaultier |

### Puchar Świata(Snowcross)

#### Miejsca w klasyfikacji generalnej
- sezon 2007/2008: 74.
- sezon 2008/2009: 86.
- sezon 2009/2010: 33.
- sezon 2010/2011: 4.
- sezon 2011/2012: 18.
- sezon 2012/2013: 21.
- sezon 2013/2014: 10.
- sezon 2014/2015: 15.
- sezon 2015/2016: 21.
- sezon 2016/2017: 36.

#### Miejsca na podium w zawodach
1. Lech – 8 grudnia 2010 (snowboardcross) - 1. miejsce
2. Arosa – 25 marca 2011 (snowboardcross) - 2. miejsce
3. Vallnord-Arinsal – 12 stycznia 2014 (snowboardcross) - 3. miejsce